# Song for Marion
Pour plus de détails, voir Fiche technique et Distribution.
Song for Marion, sorti aux États-Unis sous le titre Unfinished Song, ou Une chanson pour Marion au Québec, est un film britannico-allemand écrit et réalisé par Paul Andrew Williams, présenté en avant-première au Festival international du film de Toronto en 2012 et sorti en 2013.

## Synopsis
Arthur Harris est un septuagénaire londonien, marié à Marion. Bien que formant un couple profondément uni, ils ont des caractères opposés : Arthur est un homme taciturne et traînant avec ses amis, tandis que Marion, plus positive et sociable, est membre d'une chorale de quartier composée de personnes âgées interprétant des reprises de chansons pop et de pop-rap, dirigée par la jeune, pétillante et sympathique Elizabeth, qui les prépare à un concours où elle les a inscrits. Bien qu'Arthur ne comprenne pas l'engouement de son épouse, il l'aime sans condition.
Toutefois, Marion connaît une rechute de son cancer dont elle se croyait débarrassée et meurt quelques jours plus tard, laissant Arthur désemparé. Une fois le choc passé, le vieil homme se demande s'il doit persister à vivre une attitude de reclus ou accepter la main tendue d'Elizabeth d'intégrer la chorale. Il décide d'y participer en dépassant ses préjugés et en s'ouvrant aux autres, Arthur se laisse toucher par la bonne humeur du groupe et par la gentillesse d’Elizabeth. Il réalise qu'il n'est jamais trop tard pour changer et tente de renouer avec son fils James, avec qui il entretient une relation tendue depuis plusieurs années.

## Fiche technique
- Titre : Song for Marion
- Titre québécois : Une chanson pour Marion[1]
- Autre titre : Unfinished Song (titre américain)
- Réalisation et scénario : Paul Andrew Williams
- Photographie : Carlos Catalán
- Montage : Dan Farrell
- Casting : Buffy Hall, Karen Lindsay-Stewart et Vicky Wildman
- Décors : Sophie Becher
- Direction artistique : Keith Slote
- Décors de plateau : Stella Fox
- Costumes : Jo Thompson
- Musique : Laura Rossi
- Production :  Ken Marshall et Philip Moross
- Sociétés de production : Steel Mill Pictures, Coolmore Productions, Egoli Tossell Film et Film House Germany
- Sociétés de distribution :  Entertainment One,  The Weinstein Company,  Haut et Court
- Budget : 1 000 000 $[2]
- Format : couleur – 2,35:1 – son Dolby Digital
- Pays d'origine :  Royaume-Uni,  Allemagne
- Genre : Comédie dramatique, romance et film musical
- Durée : 93 minutes
- Langue originale : Anglais
- Dates de sortie :
  -  Canada : 15 septembre 2012 (Festival international du film de Toronto 2012)
  -  Royaume-Uni : 22 février 2013
  -  France : 15 mai 2013
  -  États-Unis : 21 juin 2013 (sortie limitée)
- Public :
  -  Classification BBFC : PG
  -  Classifcation MPAA : PG-13
  -  Classification CNC : tous publics, art et essai (visa d'exploitation no 136761 délivré le 13 mai 2013[3])

## Distribution
- Terence Stamp (V.F. : Bernard Tiphaine) : Arthur Harris
- Gemma Arterton (V.F. : Olivia Nicosia) : Elizabeth
- Christopher Eccleston (V.F. : Marc Perez) : James Harris
- Vanessa Redgrave (V.F. : Nadine Alari) : Marion Harris
- Taru Devani (V.F. : Dorothée Jemma) : Sujantha
- Anne Reid (V.F. : Marie-Martine) : Brenda
- Barry Martin (V.F. : Philippe Ariotti) : Timothy
- Orla Hill (V.F. : Audrey Sablé) : Jennifer

Source et légende : Version Française (V.F.) sur AlloDoublage et RS Doublage

## Production

### Développement
Song for Marion est, selon le réalisateur et scénariste Paul Andrew Williams, une « histoire personnelle » pour lui, qui a puisé de sa propre expérience pour l'écriture du script. Avec ce film, changement radical du style habituel du réalisateur, habitué aux thrillers (London to Brighton et Cherry Tree Lane) et au film d'horreur parodique (Bienvenue au cottage), entend rendre hommage à la génération de ses grands-parents, des hommes et femmes enfermés dans leurs sentiments par simple éducation, incapables de s'ouvrir et d'accepter le bonheur et, à la manière du couple de personnage principal, les grands-parents du cinéaste formaient un couple fort et dévoué, qui s'est accompagné d'un immense désarroi lorsque sa grand-mère est décédée, laissant son grand-père dévasté,. Pour créer la chorale du film, Williams s'est inspiré de la démarche des Heaton Voices, chorale improvisée par la ville d'Heaton en Angleterre, composée uniquement d'amateurs et se produisant localement dans de petits spectacles.

### Casting

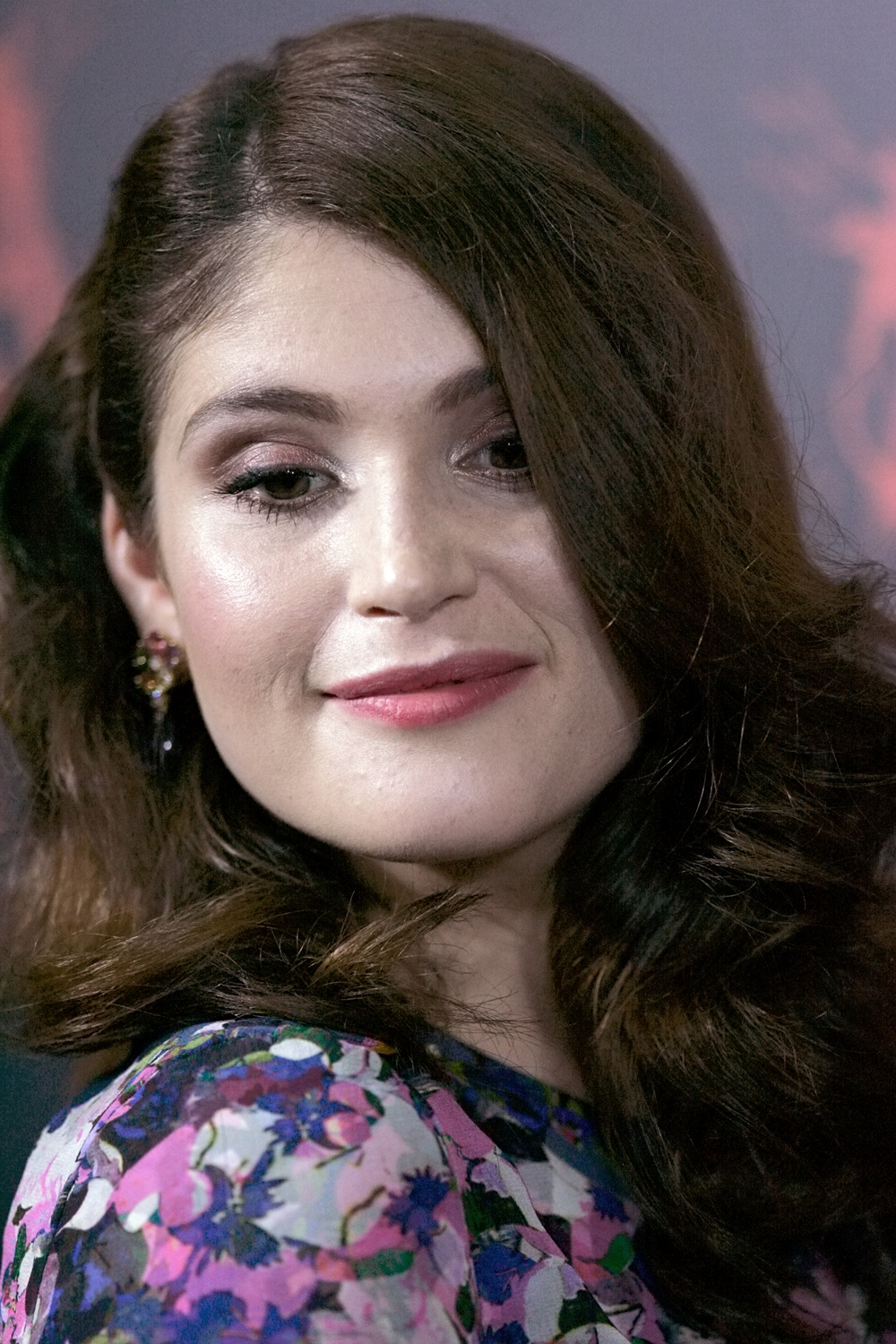
L'actrice Gemma Arterton, l'année de sortie du film.

La qualité du scénario fut le point qui a poussé Vanessa Redgrave a signer instantanément pour jouer dans Song for Marion pour incarner le rôle-titre. La comédienne souligne que « bien que Hollywood a récemment redécouvert la puissance lucrative du «grey pound», en dehors des classiques rares comme Sur la route de Madison, il n'y a encore pas beaucoup de films sur les personnes âgées. », ajoutant que ces personnes « n'ont pas de chance quelque part en réalité » et que « dans la vie, ils sont maltraités, leurs ressources financières sont retirés et sont traités très mal ». Elle a aimé que son personnage soit membre d'une chorale, trouvant que c'est un « sujet très, très spécial pour une histoire », mais estime qu'il y'a différentes couches dans l'histoire et que c'est un « vraiment un film sur trois générations ».

## Box-office
Song for Marion a rencontré un succès commercial limité dès sa sortie en salles : au Royaume-Uni, distribué dans 301 salles le premier week-end d'exploitation, le film se classe à la huitième position du box-office, en ayant engrangé 456,714 £ de recettes, pour une moyenne de 1 517 £ par salles (soit 730,845 $ pour une moyenne de 2,428 $ par salles). Le week-end suivant, le long-métrage perd sept places et engrange 199 032 £, pour un ratio de 585 £ par salles, connaissant une baisse de 56 % de ses bénéfices(312,341 $ pour une moyenne de 919 $ par salles), portant le total à 1 170 120 £ (1 836 269 $ de recettes). Après huit semaines à l'affiche, Song for Marion totalise 1 903 800 £ de recettes au box-office britannique, soit 2 899 297 $ de recettes. Le long-métrage finit avec 1 935 838 £ de recettes le week-end du 26 avril 2013, après dix semaines à l'affiche.
Distribué aux États-Unis dans une combinaison de salles limitées le 21 juin 2013, Song for Marion se classe à la 46e place du box-office avec 25,728 $ engrangées le week-end de sa sortie, dans 2 salles, soit 12,864 $ par salles. Le long-métrage obtient un seuil maximal de 91 salles et fonctionne correctement en salles, engrangeant 914,239 $ après quatre semaines en salles . Il atteint le cap du million de $ de recettes à sa cinquième semaine, avant de finir son exploitation en salles avec 1 702 668 $ après quinze semaines restés à l'affiche . Au box-office mondial, Song for Marion a rapporté 7 041 354 $.
En France, le film, sorti le 15 mai 2013 dans 150 salles, prend la troisième place du box-office le jour de sa sortie avec 4 179 entrées, mais ne parvient qu'à se positionner à la 15e place, en totalisant que 39 833 entrées. En seconde semaine, il quitte le top 20 hebdomadaire, avec près de 15 000 entrées supplémentaires, portant le cumul à environ 54 000 entrées. Après six semaines restés à l'affiche, Song for Marion a réuni 59 960 entrées et, considéré comme un échec commercial, est classé à la onzième place des plus gros flops cinématographiques de l'année 2013 en France,.

## Réception critique
Song for Marion est bien reçu par les critiques professionnelles des pays anglophones, obtenant 64 % d'avis favorables sur le site Rotten Tomatoes, basé sur 92 commentaires collectés et une note moyenne de 5,9⁄10. Le film obtient 67 % d'avis favorables au Top Critic du même site, sur la base de 27 des 92 commentaires collectés et une note moyenne de 6,4⁄10. Le site Metacritic est plus modéré, lui donnant un score de 57⁄100, basé sur 25 commentaires collectés. En France, l'accueil est mitigé, puisque le site AlloCiné, ayant recensé 17 commentaires, lui attribue une moyenne de 2,6⁄5.

## Distinctions

### Récompenses
- Festival du film de Nashville 2012 : Audience Choice Award (sélection officielle)

### Nominations
- Festival international du film de Toronto 2012 : sélection « Gala Presentations »
- British Independent Film Awards 2012 :
  - Meilleur acteur pour Terence Stamp
  - Meilleur acteur pour Vanessa Redgrave
  - Meilleur scénario pour Paul Andrew Williams

## Sortie vidéo
Song for Marion est sorti en DVD le 24 septembre 2013 en zone 1, édité par Starz et Anchor Bay et le 1er octobre 2013 en région 2, édité par M6 Vidéo. Le DVD de M6 Vidéo contient, en plus du film, en suppléments les interviews des acteurs principaux, le commentaire audio du réalisateur et du producteur et une bande-annonce.